# یخچال قاطول
یخچال قاطول مربوط به سده‌های متأخر دوران‌های تاریخی پس از اسلام است و در شهرستان گرمسار، بخش مرکزی، دهستان حومه، روستای قاطول واقع شده و این اثر در تاریخ ۲۲ آبان ۱۳۸۶ با شمارهٔ ثبت ۲۰۱۶۷ به‌عنوان یکی از آثار ملی ایران به ثبت رسیده است.